# Algernon Bertram Freeman Mitford
Algernon Freeman-Mitford, o Algernon Bertram Freeman-Mitford, Barón de Redesdale ( 24 de febrero de 1837 - 17 de agosto de 1916) fue un botánico, diplomático, coleccionista, y escritor inglés.

## Biografía
Estudia en el Eton College y en "Christ Church" de Oxford. Ingresa al Foreign Office (Ministerio de Relaciones Exteriores británico) en 1858, y es tercer secretario de la embajada británica en San Petersburgo, Rusia. Luego de destinado a Pekín, Mitford pasa al Japón como 2º secretario de la Legación Británica. Allí conoce a Ernest Satow, y escribe la obra Tales of Old Japan (1871, Cuentos del Antiguo Japón), libro que descubre a los europeos cuentos como Los 47 "Ronin". Dimite en 1873.
Tres décadas después, en 1906, acompaña al Príncipe Arthur en su visita al Japón para darle al emperador la Orden de la Jarretera. Fruto de sus estadías en Asia fue el libro The Bamboo Garden (1896), que da a su autor la entrada en la historia de la botánica, en el campo de las bambuceae.
Entre 1874 y 1886, Mitford es secretario de la Oficina Real de Obras, haciendo de curador de la restauración de la Torre de Londres y de las zonas paisajísticas del Hyde Park de Londres.
En 1887 es miembro de la Real Comisión de Servicios Civiles. Fue elegido miembro del Parlamento por la circunscripción de Stratford-upon-Avon (de 1892 a 1895).
En 1886, Mitford hereda las grandes propiedades de su tíó John Freeman-Mitford; y de acuerdo al testamento, asume por otorgamiento real el apellido Freeman. Posteriorment fue reconstruida la mansión familiar, "Batsford House" (Gloucestershire) en estilo gótico de arquitectura victoriana. En 1902 se agrega el título "Redesdale", cuando la Corona le otorga el par y el nombre Barón Redesdale, de Redesdale en el condado de Northumberland; también recibe otras distinciones, como el nombramiento de caballero gran cruz de la Real Orden Victoriana y el de compañero de la Orden del Baño.

## Familia
Mitford se casa en 1874 con Lady Clementina Gertrude Helen. Tienen cinco varones y cuatro mujeres, de los cuales:
- Clement, el mayor, muere en 1915 en la Primera Guerra Mundial. Su otra hija Clementine se casa con Sir Alfred Beit.
- David Freeman-Mitford fue padre de las famosas "Hermanas Mitford".

## Obras
- A Tale of Old and New Japan, being a lecture delivered before the Japan Society Campden: 1906
- A tragedy in stone, and other papers London, New York: John Lane, 1912
- The attaché at Peking London, New York: Macmillan, 1900
- The Bamboo Garden London: Macmillan, 1896. Ilustraciones de Alfred Parsons
- Bayreuth en 1912 London: Ballantyne Press, 1912
- Further Memories London: Hutchinson, 1917
- The Garter mission to Japan London: Macmillan, 1906
- King Edward VII: a memory London: Ballantyne Press, 1915
- Lord Macaulay on the coronation oath London: Rivingtons, 1869
- R.Sharpe France, A.B.Mitford Lord Redesdale and the new railways: correspondence between His Lordship and Mr. France London: Jones & Tinkler, 1867
- Memories London: Hutchinson, 1915 (diversas ediciones)
- Reasonings on some disputed points of doctrine London: Rivingtons, 1874
- Tales of Old Japan London: Macmillan, 1871. Amb ilustraciones xilográficas hechas por artistas japoneses (diversas ediciones) .

Lord Redesdale también escribe una extensa introducción  al libro Foundations of the Nineteenth Century, i traducído y prologada la obra por Immanuel Kant- A Study and Comparison with Goethe, Leonardo da Vinci, Bruno, Platón, & Descartes, ambdues de Houston Stewart Chamberlain (London: John Lane, 1910 y 1914, respectivamente).
- La abreviatura «Mitford» se emplea para indicar a Algernon Bertram Freeman Mitford como autoridad en la descripción y clasificación científica de los vegetales.[1]